# Rakovnik, Šentjernej
Rakovnik este o localitate din comuna Šentjernej, Slovenia, cu o populație de 10 locuitori.